# Mach-O
Mach-O(Mach Object File Format의 약자)는 실행 파일, 목적 코드, 공유 라이브러리, 동적으로 로드되는 코드 및 코어 덤프를 위한 파일 형식이다. a.out 형식을 대체하기 위해 개발되었다.
Mach-O는 Mach 커널을 기반으로 하는 일부 시스템에서 사용된다. NeXTSTEP, macOS 및 iOS는 기본 실행 파일, 라이브러리 및 개체 코드에 이 형식을 사용하는 시스템의 예이다.

## 같이 보기
- 유니버설 바이너리
- 동적 링커
- 맥의 인텔 프로세서로의 전환
- 엑스코드
- ELF 파일 형식